# Piranha (série de films)
Pour les articles homonymes, voir Piranha (homonymie).
 Pour plus de détails, voir Fiche technique et Distribution
Piranha est une série de films de comédie horrifique américains mettant en scène des piranhas. Le premier volet, Piranhas (1978) a été développé comme une parodie du film Les Dents de la mer de Steven Spielberg sorti trois ans plus tôt.
Elle est à ce jour constituée de cinq films, dont un remake sorti en 1995,.

## Films
- 1978 : Piranhas (Piranha) de Joe Dante
- 1981 : Piranha 2 : Les Tueurs volants (Piranha Part Two: The Spawning) de James Cameron
- 1995 : Piranha de Scott P. Levy ; téléfilm remake du premier film
- 2010 : Piranha 3D d'Alexandre Aja
- 2012 : Piranha 2 3D (Piranha 3DD) de John Gulager

## Synopsis

### Piranhas(1978)
Un couple de randonneurs pénètre par effraction dans un ancien domaine de l'armée, en apparence abandonné. Ils y découvrent une piscine dans laquelle ils décident de se baigner. Ils sont tous deux dévorés par des piranhas. Spécialiste du pistage, Maggie McKeown part ensuite à leur recherche. Elle se fait aider par Paul Grogan, un homme en proie à l'alcoolisme vivant en solitaire dans la vallée. Ils découvrent rapidement l'ancienne base militaire et son laboratoire peuplé de créatures mutantes. Ils décident de vider le réservoir pour trouver les corps des randonneurs, dont ils ont découvert les sacs et les habits dans le laboratoire. Le Dr Robert Hoak, qui vit seul dans le laboratoire, tente en vain de leur interdire de vider le réservoir. Ils le ligotent, mais finissent par comprendre la vérité : une nuée de piranhas mutants conçus lors de la guerre du Viêt Nam a été accidentellement déversée dans une rivière fréquentée par de nombreux baigneurs. Une course poursuite s'engage pour sauver les usagers du lac artificiel.

### Piranha 2: Les Tueurs volants(1981)
Une station balnéaire des Caraïbes, l'hôtel Elysium, est menacée par une série d'attaques vicieuses d'animaux marins provenant d'un naufrage à proximité. Un élève de l'instructrice de plongée Anne Kimbrough est l'une des victimes. Cependant, son ex-mari policier, Steve, refuse de la laisser voir le cadavre. Peu de temps après, deux femmes et un homme sont également tués par des piranhas ayant développé la capacité de voler. Inquiète, Anne décide d'enquêter par elle-même. Elle est accompagnée par un touriste nommé Tyler Sherman.

### Piranha(TV, 1995)
Une nuit, Barbara Randolph et son petit ami David se faufilent dans un site abandonné de l'armée américaine et découvrent une piscine. Alors qu'ils vont y nager, ils sont attaqués et tués par une force invisible dans la piscine. Le lendemain, J. R. Randolph, l'oncle de Barbara, engage la détective privée Maggie McNamara pour enquêter sur l'incident.

### Piranha 3D(2010)
Alors que la ville de Lake Victoria en Arizona s'apprête à recevoir des milliers d'étudiants pour le spring break, Matt Boyd pêche tranquillement au beau milieu d'un lac situé dans une ancienne zone archéologique. Il assiste alors à un tremblement de terre causant un tourbillon sous-marin. Cela libère des centaines de piranhas préhistoriques, jusqu'alors bloqués dans une grotte sous-marine. Matt Boyd tombe à l'eau et est dévoré.
En ville, Jake Forester désobéit aux ordres de sa mère Julie, qui n'est autre que le shérif de Lake Victoria. Jake décide d'accompagner sur un bateau un groupe de personnes faisant des vidéos pornographiques : Derrick Jones, Drew Cunningham et les deux actrices Danni et Crystal. Jake laisse son frère Zane et sa sœur Laura chez eux en leur interdisant de quitter la maison. Les deux enfants désobéissent à leur tour et partent en barque sur le lac.

### Piranha 2 3D(2012)
Un an après le massacre de Lake Victoria dans l'Arizona, une campagne d'éradication a rendu le lac inhabitable et la ville a été en grande partie désertée. À Cross Lake, deux fermiers fouillent les eaux. Des œufs de piranha, pondus à l'intérieur d'une carcasse de vache, éclosent et tuent les agriculteurs.
Maddy, étudiante en biologie marine, rentre chez elle pour l'été. Elle retrouves le parc aquatique Big Wet, dont elle est copropriétaire avec son beau-père Chet. Elle découvre que ce dernier prévoit d'ajouter une nouvelle section pour adultes dans le parc aquatique. Cela impliquant de la nudité, Maddy désapprouve. Il ignore par ailleurs que Chet s'est mis à alimenter le parc avec l'eau d'un puits qu'il a creusé et qui mène jusqu'à un lac souterrain. Bien sûr, il ignore que ce lac abrite des piranhas préhistoriques.  
Pour l'inauguration de la zone pour adultes du parc, de nombreux invités sont présents dont l'adjoint du shérif Fallon et l'ancien caméraman Andrew Cunningham. Fallon est là dans l'espoir de surmonter sa peur de l'eau après avoir été attaqué il y a un an et avoir perdu ses jambes. Maddy recroise son ex-petit ami Kyle et ses amis Barry, Ashley et Shelby. Shelby et son petit ami Josh vont se baigner dans le lac. Un piranha pénètre dans son vagin. De nombreuses autres victimes vont suivre. Aidée de ses amis Barry et Kyle, Maddy va tenter de sauver la ville.

## Fiche technique
| Equipe technique       | Films                                     | Films                                          | Films                         | Films                                                                          | Films                                       |
| Equipe technique       | Piranhas (1978)                           | Piranha 2 : Les Tueurs volants (1982)          | Piranha (1995)                | Piranha 3D (2010)                                                              | Piranha 2 3D (2012)                         |
| ---------------------- | ----------------------------------------- | ---------------------------------------------- | ----------------------------- | ------------------------------------------------------------------------------ | ------------------------------------------- |
| Réalisateurs           | Joe Dante                                 | James CameronOvidio G. Assonitis (non crédité) | Scott P. Levy                 | Alexandre Aja                                                                  | John Gulager                                |
| Scénaristes            | John SaylesRichard Robinson               | H.A. Milton                                    | Alex Simon                    | Pete Goldfinger Josh Stolberg                                                  | Patrick MeltonMarcus DunstanJoel Soisson    |
| Compositeurs           | Pino Donaggio                             | Steve Powder                                   | Christopher Lennertz          | Michael Wandmacher                                                             | Elia Cmiral                                 |
| Photographie           | Jamie Anderson                            | Roberto D'Ettorre Piazzoli                     | Christopher Baffa             | John R. Leonetti                                                               | Alexandre Lehmann                           |
| Monteurs               | Joe DanteMark Goldblatt                   | Robert Silvi                                   | John Gilbert                  | Baxter                                                                         | Devin C. Lussier Martin Bernfeld Kirk Morri |
| Producteurs            | Roger CormanJon DavidsonChako van Leeuwen | Chako van LeeuwenJeff Schechtman               | Chako van LeeuwenMike Elliott | Alexandre AjaMark CantonMarc ToberoffGrégory Levasseur                         | Mark CantonMarc ToberoffJoel Soisson        |
| Sociétés de production | New World Pictures                        | Brouwersgracht InvestmentsChako Film Company   | Concorde-New Horizons         | The Weinstein CompanyAtmosphere EntertainmentChako Film CompanyMark Canton/IPW | Radius-TWCMark Canton/IPWNeo Art & Logic    |
| Pays d'origine         | États-Unis                                | États-Unis                                     | États-Unis                    | États-Unis                                                                     | États-Unis                                  |
| Pays d'origine         | Pays-Bas                                  |                                                |                               |                                                                                |                                             |
| Pays d'origine         | Italie                                    |                                                |                               |                                                                                |                                             |

## Distribution
| Personnages              | Série originale     | Série originale                | Remake TV                        | Série remake                      | Série remake       |
| Personnages              | Piranhas            | Piranha 2 : Les Tueurs volants | Piranha                          | Piranha 3D                        | Piranha 2 3D       |
| Personnages              | 1978                | 1982                           | 1995                             | 2010                              | 2012               |
| ------------------------ | ------------------- | ------------------------------ | -------------------------------- | --------------------------------- | ------------------ |
| Paul Grogan              | Bradford Dillman    |                                | William Katt                     |                                   |                    |
| Maggie McKeown           | Heather Menzies     |                                | Alexandra Paul (Maggie McNamara) |                                   |                    |
| Suzie Grogan             | Shannon Collins     |                                | Mila Kunis (Susie Grogan)        |                                   |                    |
| Jack                     | Keenan Wynn         |                                | James E. Brodhead                |                                   |                    |
| Laura Dickinson          | Melody Thomas Scott |                                | Soleil Moon Frye                 | Brooklynn Proulx (Laura Forester) |                    |
| Betsy                    | Belinda Balaski     |                                | Chelsea Madison-Ciu              |                                   |                    |
| Dr Robert Hoak           | Kevin McCarthy      |                                |                                  |                                   |                    |
| Buck Gardner             | Dick Miller         |                                |                                  |                                   |                    |
| Dr Mengers               | Barbara Steele      |                                |                                  |                                   |                    |
| Anne Kimbrough           |                     | Tricia O'Neil                  |                                  |                                   |                    |
| Tyler Sherman            |                     | Steve Marachuk                 |                                  |                                   |                    |
| Steve Kimbrough          |                     | Lance Henriksen                |                                  |                                   |                    |
| Chris Kimbrough          |                     | Ricky G. Paull                 |                                  |                                   |                    |
| Raoul                    |                     | Ted Richert                    |                                  |                                   |                    |
| Allison Dumont           |                     | Leslie Graves                  |                                  |                                   |                    |
| Leo Bell, D.D.S.         |                     | Albert Sanders                 |                                  |                                   |                    |
| Beverly                  |                     | Tracy Berg                     |                                  |                                   |                    |
| Ralph Benotti            |                     | Phil Colby                     |                                  |                                   |                    |
| Myrna Benotti            |                     | Hildy Maganasun                |                                  |                                   |                    |
| Gina Green               |                     |                                | Kehli O'Byrne                    | Franck Khalfoun                   |                    |
| Jake Forester            |                     |                                |                                  | Steven R. McQueen                 |                    |
| Julie Forester           |                     |                                |                                  | Elisabeth Shue                    |                    |
| Novak Radzinsky          |                     |                                |                                  | Adam Scott                        |                    |
| Derrick Jones            |                     |                                |                                  | Jerry O'Connell                   |                    |
| Kelly Driscoll           |                     |                                |                                  | Jessica Szohr                     |                    |
| Le shérif adjoint Fallon |                     |                                |                                  | Ving Rhames                       | Ving Rhames        |
| Carl Goodman             |                     |                                |                                  | Christopher Lloyd                 | Christopher Lloyd  |
| Andrew Cunningham        |                     |                                |                                  | Paul Scheer                       | Paul Scheer        |
| Maddy                    |                     |                                |                                  |                                   | Danielle Panabaker |
| Barry                    |                     |                                |                                  |                                   | Matt Bush          |
| Chet                     |                     |                                |                                  |                                   | David Koechner     |
| Kyle                     |                     |                                |                                  |                                   | Chris Zylka        |

## Accueil

### Critique
| Film                           | Allociné             | Rotten Tomatoes     | Metacritic            |
| ------------------------------ | -------------------- | ------------------- | --------------------- |
| Piranhas                       | NC                   | 70% (27 critiques)  | 71⁄100 (8 critiques)  |
| Piranha 2 : Les Tueurs volants | NC                   | 6% (18 critiques)   | 15⁄100 (5 critiques)  |
| Piranha (TV)                   | NC                   | 70% (27 critiques)  | NC                    |
| Piranha 3D                     | 3,5⁄5 (22 critiques) | 74% (132 critiques) | 53⁄100 (20 critiques) |
| Piranha 2 3D                   | NC                   | 12% (52 critiques)  | 24⁄100 (13 critiques) |

### Box-office
| Film                                  | Mondial           | États-Unis Canada | France                     | Budget                     | Sources           |
| ------------------------------------- | ----------------- | ----------------- | -------------------------- | -------------------------- | ----------------- |
| Piranhas (1978)                       | NC                | NC                | NC                         | entre 600 000 et 770 000 $ | ,                 |
| Piranha 2 : Les Tueurs volants (1981) | NC                | NC                | 500 035 entrées            | 145 786 $                  | ,                 |
| Piranha (1995, TV)                    | Diffusion à la TV | Diffusion à la TV | Diffusion à la TV          | Diffusion à la TV          | Diffusion à la TV |
| Piranha 3D (2010)                     | 83 188 165 $      | 25 003 155 $      | 640 360 entrées            | 24 000 000 $               | ,                 |
| Piranha 2 3D (2012)                   | 8 518 634 $       | 376,512 $         | sorti directement en vidéo | 20 000 000 $               | ,                 |